# Limanul Curughiol
Limanul Curughiol (în limba turcă Kurugöl însemnînd „balta uscată” sau „balta îngustă”, în rusă Курудиол, în ucraineană Курудіол) este un liman sărat format pe malul Mării Negre, în Bugeac, în Basarabia. Se află pe teritoriul Raionului Tatarbunar din Regiunea Odesa. 
Bazinul limanului este de formă alungită și este separat printr-un perisip de Marea Neagră. De-a lungul litoralului, limanul Curughiol este situat între Limanul Alibei (în partea de vest) și Limanul Burnas (în partea de est), el realizând practic comunicarea între aceste două limanuri basarabene.